# 鷺浦村
鷺浦村（さぎうらそん）は、広島県豊田郡にあった村。現在の三原市の一部にあたる。

## 地理
- 海洋：瀬戸内海
- 島嶼：佐木島[1]

## 歴史
- 1889年（明治22年）4月1日 - 町村制の施行により、豊田郡向田之浦村、須波村字佐木が合併して村制施行し、鷺浦村が発足[1][3][2]。旧村名を継承した向田野浦、須波の2大字を編成[1]。
- 1947年（昭和22年）12月6日 - 広島県内に昭和天皇の戦後巡幸。鷺浦村に昭和天皇の行幸は無かったものの、篤農家が召し出されて「甘藷栽培の改善」について奏上する機会を得た[4]。
- 1956年（昭和31年）9月30日、三原市に編入され廃止[1][2]。

## 産業
- 農業